# Nototriche artemisioides
Nototriche artemisioides là một loài thực vật có hoa trong họ Cẩm quỳ. Loài này được Hill mô tả khoa học đầu tiên năm 1906.